# Akiko Kawarai
 (avril 2016).
Akiko Kawarai (瓦井 昭子, Kawarai Akiko) est une peintre, designer de bijou et compositrice japonaise vivant en Argentine, elle est la fondatrice du mouvement de « l'Unité universelle originelle ».

## Biographie

### Enfance
Née au sein d'une famille de samouraïs, Akiko est la fille unique du mariage entre Terutoshi Kawarai et sa première épouse Kiyo, qui est morte peu après la naissance d'Akiko.
Cette fillette a une santé fragile, et les diagnostics pessimistes des médecins à propos de sa survie sont, pour ses parents un motif constant de préoccupation. Durant ses longues périodes de convalescence, Akiko trouve dans l'art un moyen de laisser voler son imagination, d'oublier le temps qui passe et les douleurs physiques.
Ses dessins appellent l'attention des adultes, et malgré son jeune âge, ces représentations se démarquent du cadre infantile. En 1938, sa famille quitte le Japon pour aller à Changchun, province du Manchukuo, en Chine pour des raisons professionnelles concernant son père, Terutoshi. Ce changement brutal affecte fortement Akiko, qui tombe encore plus gravement malade en arrivant dans sa nouvelle maison. Durant sa maladie, Akiko a une vision, qui, selon elle, est une révélation divine. Cette révélation se manifeste à travers la vision de son corps fragile se désintégrant en petites formes sphériques qui s'éparpillent pour finalement se regrouper en formant une sphère dorée et de cela, se projettent des scènes partielles de ses vies intérieures. 
En 1945, la guerre se termine quand elle a 15 ans. Le mois de septembre suivant, sa famille quitte Manchukuo pour aller au port de Sasebo, dans la province de Nagasaki, et de là-bas, ils prennent un train pour revenir dans sa ville natale Utsunomiya, province de Tochigi.  Dans le chaos post-guerre, la famille ne trouve pas de logement, ni de travail pour le père. Terutoshi, père de Akiko devient aveugle à la suite d'un accident et Chidori, sa seconde femme et belle-mère de Akiko abandonne la famille. Face à cette situation, Akiko décide ne plus aller à l'université des beaux-arts, afin de travailler pour l'Association d'agriculture et d'économie de la province de Tochigi, car il lui faut subvenir à ses besoins et ceux de son père.Akiko se retrouve bloquée entre une étouffante réalité et sa vocation d'artiste. Mais elle décide alors de ne pas abandonner l'art et devenir artiste autodidacte. Après ses obligations quotidiennes, Akiko trouve des moments pour partager ses expériences transcendantales en relation à l'art avec un petit cercle d'artistes. Avec eux, elle mène des retraites spirituelles dans des montagnes proches de la ville d’Utsunomiya, province de Tochigi, et forme avec eux le mouvement de l'unité universelle originelle. La littérature est aussi une passion pour Akiko. Elle fréquente de petits cercles littéraires où elle rencontre des auteurs contemporains japonais reconnus.

### Activité artistique

#### Peinture
En 1964, elle réalise sa première exposition personnelle de peinture à l'huile dans la galerie Lunami, Ginza, Tokyo. La même année, elle se présente au 8e « Shell Arts Compétition », où elle reçoit un prix. De plus, cette même année, elle est sélectionnée pour intégrer le 3e « International Young Artist Exibition Europe-Japon ».  Son entrée sur la scène du marché de l'art est remplie d'attention et de reconnaissance de la part des critiques et les galeristes. Après 1964, elle présente son travail dans de nombreuses expositions et concours internationaux. Les plus importants seront :
- 1965 : Participation au « salon des artistes indépendants », au « Musée d'art métropolitain de Tokyo ».
- 1966 : Concours d'art contemporain organisé par le journal « Mainichi Shimbun ». Son œuvre est sélectionnée et Akiko Kawarai est nommée « artiste de l'année ».
- 1967 :  4e  « International Young Artists USA-Japan ». De plus, elle réalise une exposition à la galerie « Muramatsu », Ginza, Tokyo, Japon.
- 1968 : Elle gagne le « prix de la révélation » au concours de l' « Association de gravure japonaise » et y entre comme membre junior.
- 1969 : Sélection de son œuvre pour l 'exposition organisée par « CWAJ », Tokyo, Japon.
- 1973 : Participation à l'exposition de gravures Japonaises, Pasadena, USA. Cette même année, elle intègre l' « Association de gravures japonaises » comme membre titulaire.
- 1978 : Deux expositions : « Grand prix gravures japonaises » et une à la galerie « Shirota », Ginza, Tokyo, Japon.
- 1988 : Exposition à la Galerie « Toka », Shizuoka, Japon. Et une à la Galerie « Shirota », Ginza, Tokyo, Japon.
- 1990 : Participation à l'exposition du « centenaire de Carlos Gardel » (chanteur de tango), au congrès national de Buenos Aires, en Argentine.
- 1991 : Participation à l'exposition en hommage à Charlo, au « centre culturel et informatif de l'ambassade du Japon ».
- 1992 : -Exposition  « la musique de Charlo », au « Centre culturel Yukio Mishima », Buenos Aires, Argentine.
- Exposition « l'esprit du Japon », au « musée des arts visuels de Quilmes », province de Buenos Aires, Argentine.
- Exposition au « Salon Municipal des arts plastiques Manuel Belgrano », Musée des arts plastiques « Eduardo Sívori », Buenos Aires, Argentine.
- 1994 : Participation au salon « Chandon » de dessin et gravure, Buenos Aires, Argentine.

Tout au long de sa carrière comme artiste plastique, Akiko utilise comme moyen d'expression les disciplines artistiques de gravure, de collage, de peinture à l'huile et de dessin. Esthétiquement, ses œuvres sont, dès le début éloignées des modes et des influences externes, car Akiko produit son art de manière engagée, grâce à sa propre expérience spirituelle.
Ses œuvres se trouvent dans des collections privées et dans des institutions publiques comme le  Musée national d’Osaka ainsi que le Musée national de la gravure, le Centre culturel Yukio Mishima et l'Académie nationale du Tango  tous trois en Argentine, entre autres.

#### Joaillerie
La joaillerie  est aussi un domaine d'expérimentation  pour Kawarai, car les bijoux combinent la tridimensionnalité de la sculpture et la fonctionnalité des arts appliqués. En 1979, elle intègre « l'Académie de la joaillerie » et commence à créer des bijoux. Ses compositions singulières de forme abstraites sphériques sont composées d'or, de platine, de perles et de pierres précieuses naturelles.
En 1981, elle se présente aux concours de design de joailleries au « 9th International pearl design contest » organisé par l'entreprise « Mikimoto » et au « 14th Diamond design contest», organisé par l'entreprise internationale « De Beers ». Elle est lauréate à chaque concours. De plus, en 1983, elle se présente au concours de « design de platine », où là encore, elle est lauréate et nommée artiste de l'année
Aujourd'hui (2014), Akiko continue à créer des bijoux en quantités limitées.

#### La musique
À 13 ans, elle vit en Manchukuo, état fantoche en Chine occupée par l'empire du Japon, et pendant qu'elle étudie, elle écoute, cachée, des disques de tango argentin qu'a son père Terutoshi. C'est sa première rencontre avec le tango. Sans connaître le sens des paroles en espagnol que chante Carlos Gardel ou Libertad Lamarque, elle les répète de mémoire. À cette époque, Akiko est une petite fille, et jamais elle n'imagine qu'elle vivra en Argentine, le berceau du tango. C'est principalement après avoir écouté quelques accords du chanteur Charlo dans les années 70, qu'elle décide d'entrer dans le monde de la musique comme moyen d'expression.  Après cela, elle ressent le besoin d'aller en Argentine.  Une fois arrivée, elle prend des cours de musique avec d'importants maîtres du tango comme Virgilio Expósito et Charlo. À la suite de cette expérience, elle fait deux albums : « Mirada de marioneta » en 1998 puis «Buenos Aires Fantasía»  en 2001. Parmi ses compositions musicales de tango, on trouve :

#### Sa vie sentimentale
Akiko Kawarai a consacré sa vie à l'art et l'a interprété comme une communication avec le divin. Une telle conception de la vie lui a permis d'avoir une vie sentimentale épanouie. Selon elle, elle a pu rencontrer de nouveau l'amour de ses vies antérieures : Charlo. Akika a eu plusieurs amours dans sa vie, mais son véritable et unique amour a été Carlos Pérez de la Riestra, Charlo.
Quelque chose de mystérieux et inexplicable  lui passe quand elle écoute la voix de Charlo pour la première fois. Elle ressent dans tout son être la nécessité de connaitre personnellement ce tanguero Argentin. Au début, ils s'envoient des lettres et finalement, via une amie tanguera qui revenait d'argentine pour le Japon, Charlo lui fait parvenir une cassette sur laquelle il dit : « Viens en Argentine, sinon, c'est moi qui irai au Japon ». Akiko n'a pas l'ombre d'un doute sur le fait d'abandonner le Japon pour connaitre et aimer personnellement  cet homme. Ils ont vécu ensemble jusqu'à la mort de celui-ci le 30 octobre 1990.